# Orde van Onderwijs
De Orde van Onderwijs, Turks: Ma'araf Nishani of Maarif Nishani, werd volgens opgaven in juli 1910 door Mehmet V Resat van Turkije ingesteld om verdiensten voor het onderwijs, kunst en wetenschap te kunnen belonen.
De orde werd stapsgewijs verleend wat inhield dat iedere Turk in de IIIe Klasse werd benoemd alvorens hij kon worden bevorderd. Voor benoeming en voor bevordering waren steeds vijf onafgebroken jaren van voortreffelijke prestaties nodig. Men kon dus pas na 20 jaar de Ie Klasse dragen. Dat er in de in 1919 met het Osmaanse Keizerrijk ten onder gegane orde desondanks benoemingen in de Ie Klasse zijn gedaan wijst erop dat men zich niet aan de statuten heeft gehouden. In de eerste jaren van de orde werden vooral buitenlandse geleerden, voor buitenlanders hebben de regels rond bevordering niet gegolden, in de Ie Klasse benoemd.
Wanneer men bevorderd werd moest men de versierselen van de lagere graad teruggeven.
Ook de Turkse republiek heeft deze orde, in een iets gewijzigde vorm, verleend.

## Versierselen
Het verguld zilveren kleinood is een wit geëmailleerde halve maan met een rood medaillon waarop de keizerlijke Tughra, een gekalligrafeerde handtekening, is afgebeeld. Op de halve maan staan de woorden "wetenschap, kennis, schone kunsten" in Arabisch schrift. Om dit alles is een krans van groene lauwertakken aangebracht. Boven het medaillon is een kleine, witte, vijfpuntige ster bevestigd.
De vorm van de krans geeft de rang aan; een volledige krans met een rood lint komt de Ie Klasse toe, de IIe Klasse draagt een krans die 2/3 van deze grote heeft en niet sluit. De IIIe Klasse heeft een kleinood dat op de krans is gelegd.
Het lint is wit met een brede rode streep. De Eerste Klasse droeg het kleinood om de hals, de beide anderen aan een lint op de borst. Er zijn kleinoden bekend met een kleine rozet, als van een officier, op het lint.